# Théodore Wüst
Théodore Wüst (* 1843 in Frankfurt am Main; † 1915 in Straßburg) war ein deutscher Porträt- und Genremaler sowie Illustrator und Kupferstecher.
Über das Leben des Künstlers Théodore Wüst ist nur wenig bekannt. Als gesichert darf gelten, dass Wüst vor 1861 nach Paris ging, um dort im Atelier von Léon Cogniet Malerei zu studieren. Um 1873 siedelte Wüst dann nach New York über, wo er unter anderem als Illustrator tätig war. 
Ab spätestens 1878 folgte dann ein zweiter Parisaufenthalt. Nach 1887 lebte er in Straßburg als Porträtist und Miniaturmaler.

## Werke (Auswahl)
- Deux Études, Aquarell, Verbleib unbekannt (Salon 1878, Nr. 3978)
- Portrait de Mme H…, Aquarell, Verbleib unbekannt (Salon 1878, Nr. 3977)
- Portrait de M. B. F., Verbleib unbekannt (Salon 1879, Nr. 3014)
- Étude de femme, Aquarell, Verbleib unbekannt (Salon 1880, Nr. 6033)
- Flirtation, Verbleib unbekannt (Salon 1880, Nr. 3926)
- Portrait, Verbleib unbekannt (Salon 1881, Nr. 2429)
- Le bord de la mer, Aquarell, Verbleib unbekannt (Salon 1881, Nr. 3546)
- Portrait de Mlle L. B., Aquarell, Verbleib unbekannt (Salon 1881, Nr. 3545)
- Portrait de Mlle B., Pastell, Verbleib unbekannt (Salon 1882, Nr. 4031)
- Portrait de Mlle H. M., Pastell, Verbleib unbekannt (Salon 1883, Nr. 3253)
- Portrait de Mme H…, Verbleib unbekannt (Salon 1883, Nr. 859)
- Portrait de Mlle B…, Pastell, Verbleib unbekannt (Salon 1883, Nr. 860)
- Portrait de Mlle B…, Pastell, Verbleib unbekannt (Salon 1884, Nr. 3232)
- La tentation de Saint Antoine (nach Jean-Joseph Weerts), Kupferstich, Verbleib unbekannt (Salon 1885, Nr. 5033)
- La morte, Pastell, Verbleib unbekannt (Salon 1886, Nr. 3412)
- L’hiver, Kupferstich, Verbleib unbekannt (Salon 1886, Nr. 5414)
- Portrait de M. le docteur W…, Kupferstich, Verbleib unbekannt (Salon 1887, Nr. 5315)